# Registres de la Comédie-Française

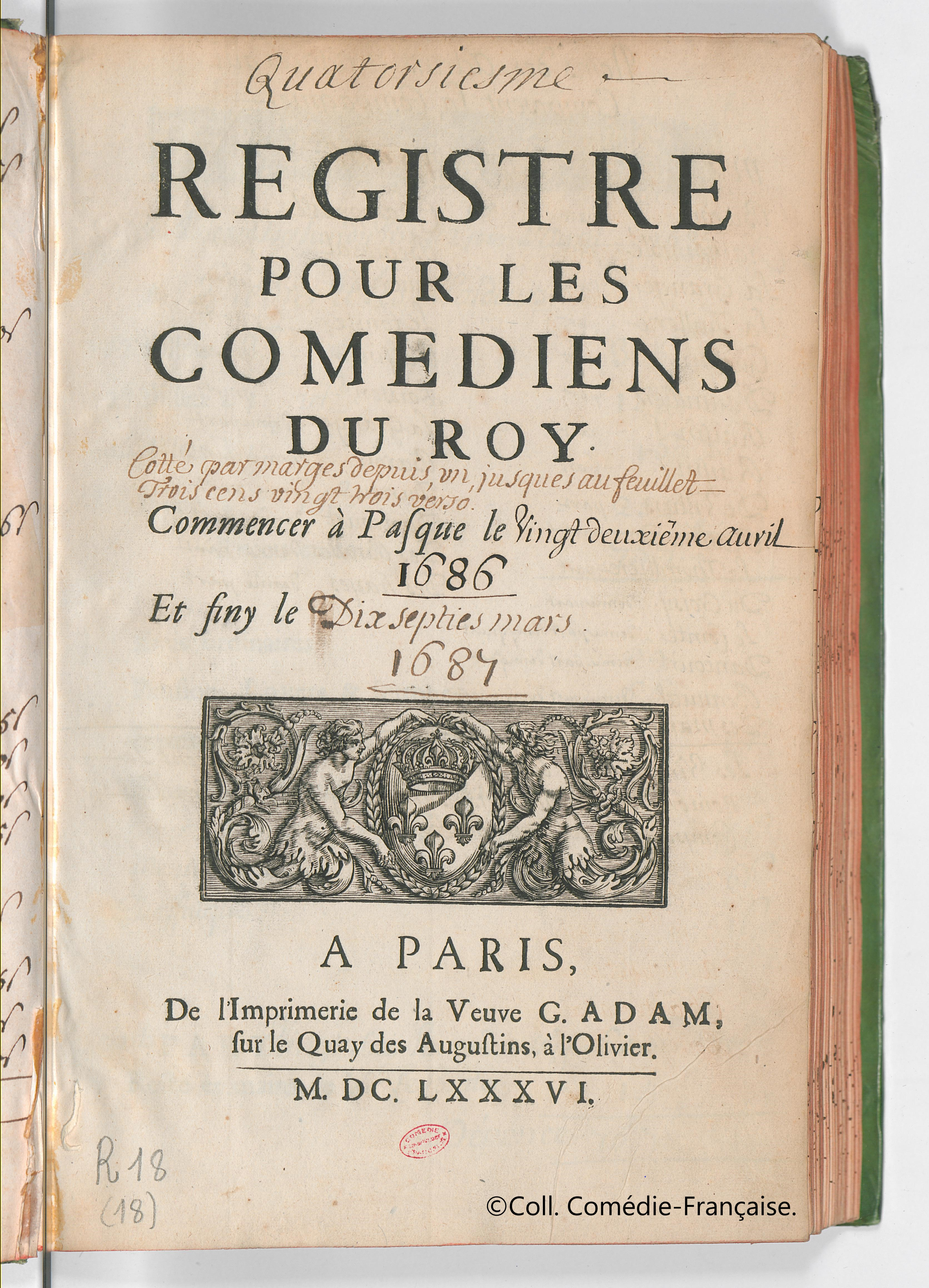
Première page du registre de l'année 1686-1687

Les registres journaliers de la Comédie-Française sont les manuscrits où sont consignées, au jour le jour, les recettes, les dépenses et les distributions pour chaque soirée théâtrale. Une soirée est composée, sauf exception, de deux représentations successives : la grande pièce et la pièce courte. Ces registres couvrent la période allant de 1680 (date de création de l’établissement) à 1793, soit 113 saisons et 34 000 représentations environ ; ils mettent en jeu 1036 pièces de 310 auteurs différents.
La Comédie-Française est l’un des rares théâtres qui aient conservé l’intégralité de leurs registres journaliers, détaillant ainsi les recettes, les dépenses, les distributions et les feux (rémunération des comédiens) pour chaque représentation. À ces données chiffrées, il faut ajouter les registres d’assemblée (comptes rendus des réunions régulières que tenaient les comédiens, notamment pour décider des pièces à jouer).
Ces manuscrits sont conservés à la Bibliothèque-Musée de la Comédie-Française. Ayant fait l’objet d’une récente numérisation sous forme de fac-similés, ils sont maintenant consultables en ligne sur le site du Projet des Registres de la Comédie-Française. Une base de données les accompagne : elle permet de faire des recherches ciblées (en fonction d’un titre, d’une date, d’une saison, d’un auteur), ainsi que des analyses statistiques et des visualisations de données.

## Description des registres
Les registres des dépenses et des recettes se présentent sous la forme de formulaires imprimés reliés entre eux, qui indiquent, entre autres : la date, le titre des pièces jouées, la catégorie des billets vendus et les différents frais. 
La troupe de la Comédie-Française occupe successivement quatre théâtres différents : l'hôtel Guénégaud de 1680 à 1689 ; la salle de la rue des Fossés-Saint-Germain-des-Prés de 1689 à 1770 ; la salle des Machines, au palais des Tuileries, de 1770 à 1782 et le théâtre de l'Odéon de 1782 à 1793. Les registres rendent compte de l'évolution des catégories de places et de la politique tarifaire de la Comédie-Française. Mais les changements de salles rendent difficile l'établissement de comparaisons. En outre, se pose le problème de l'établissement précis de la jauge, c'est-à-dire du nombre total de spectateurs que peut accueillir un théâtre. Les registres rendent compte du nombre de places individuelles vendues, par exemple dans l'espace du parterre, qui se trouve en contrebas de la scène. Mais les loges, dans lesquelles on estime à huit le nombre maximal de personnes pouvant se trouver en même temps , se louent, en fonction des périodes, parfois individuellement et parfois entières. Dans ce second cas, il n'est pas possible de savoir combien de spectateurs les occupaient.

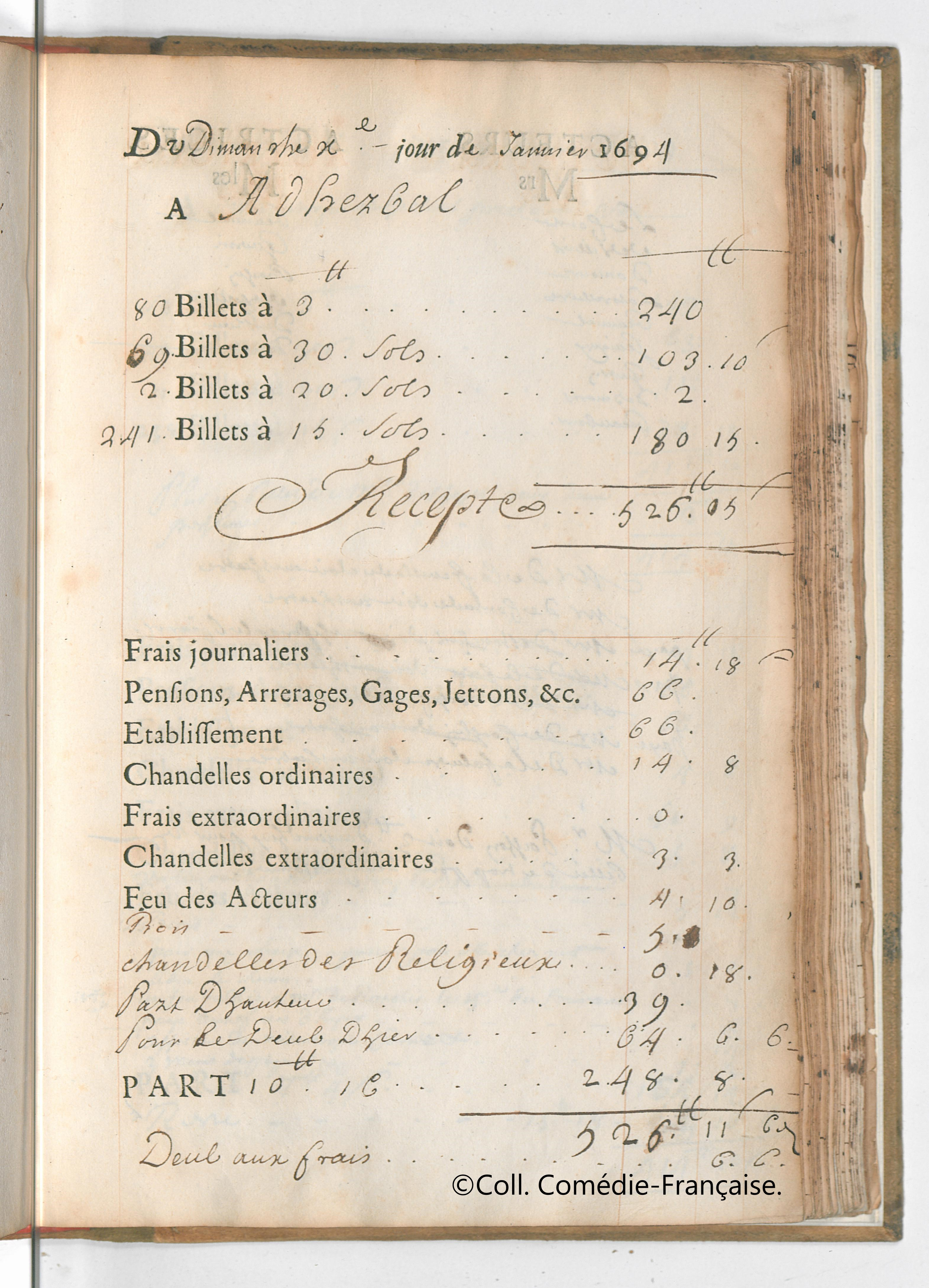
Registre des recettes, 10 janvier 1694.
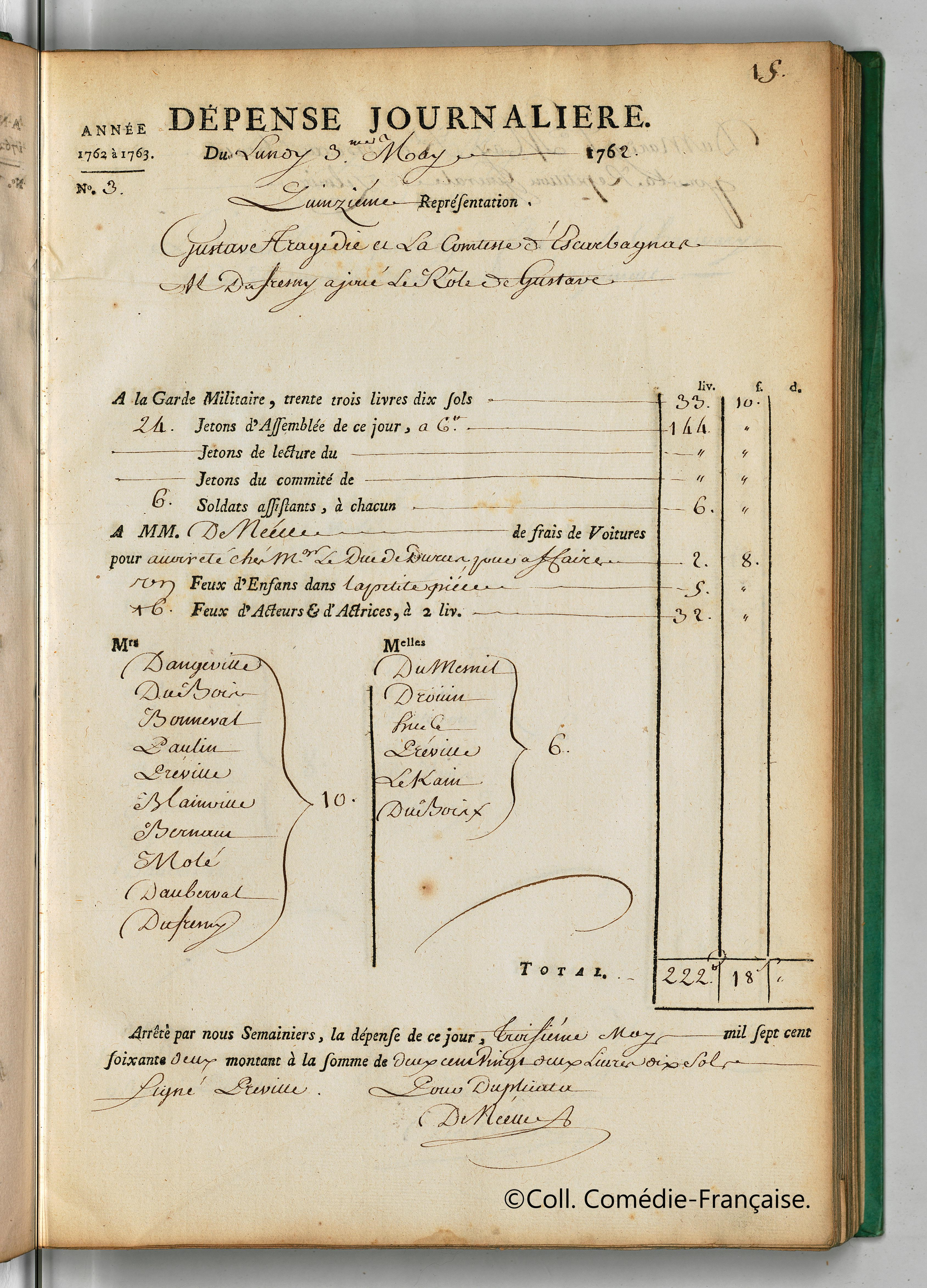
Registre des dépenses, 3 mai 1762.
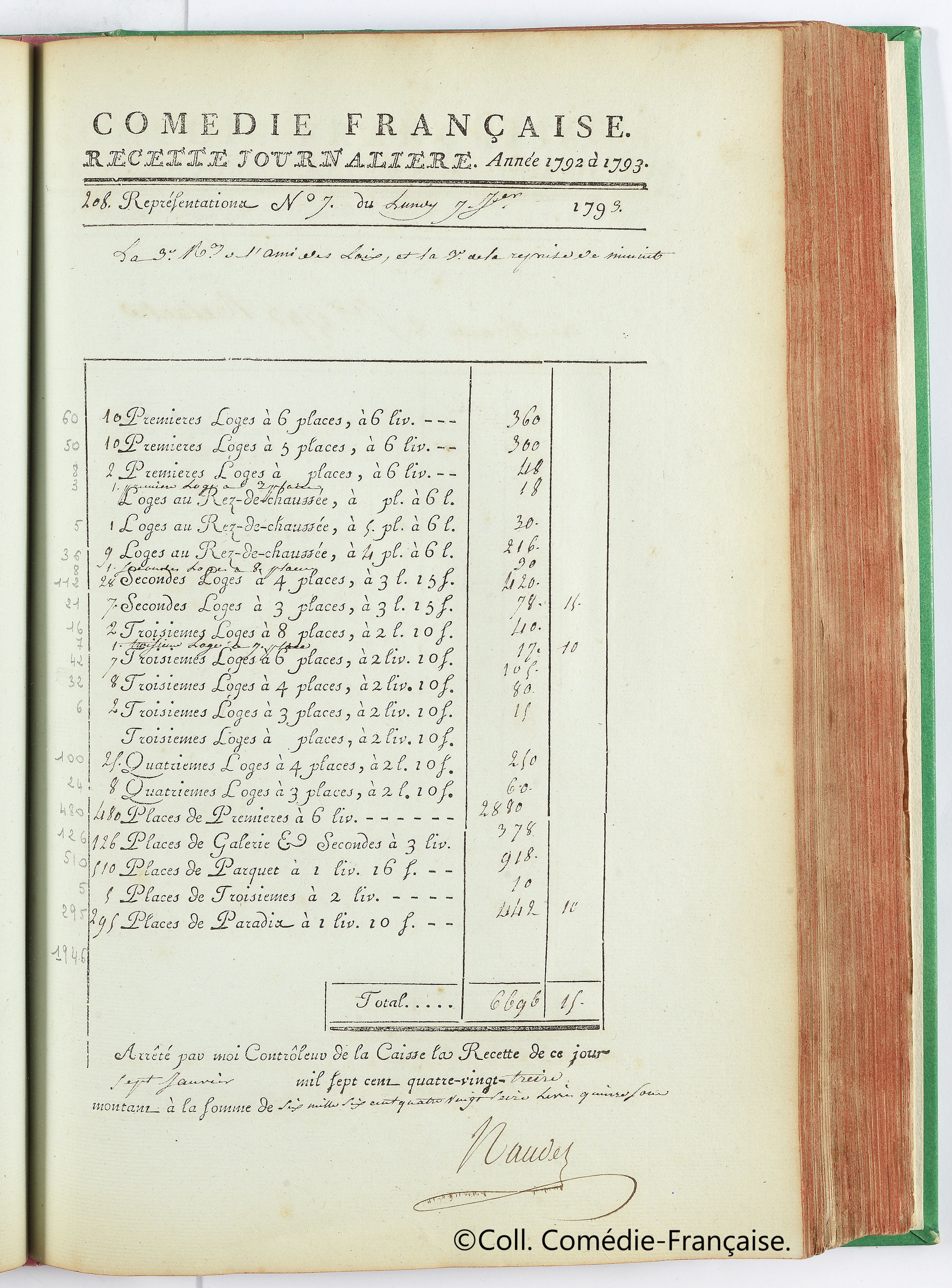
Registre des recettes, 7 janvier 1793.

## Le Programme des Registres de la Comédie-Française

### Historique du projet
Programme de recherche bilingue (anglais et français), interdisciplinaire et interprofessionnel, le Projet des Registres de la Comédie-Française est le fruit d’un partenariat entre des institutions françaises (Bibliothèque-Musée de la Comédie-Française, Université Paris Nanterre, Université Paris IV et Université de Rouen), canadiennes (Université de Victoria, BC) et américaines (Université d’Harvard et Massachusetts Institute of Technology). 
En 2009, est lancé « RCF – Registres de la Comédie-Française », un programme de recherche international consistant à valoriser les archives, originales et uniques, du théâtre de la Comédie-Française. Ce projet est le fruit d’un partenariat entre des institutions françaises, canadienne et américaine : la Bibliothèque-Musée de la Comédie-Française, l’Université Paris Nanterre, l’Université Paris-Sorbonne ; l’Université de Victoria (Canada) ; le Massachusetts Institute of Technology et l’Université Harvard (Etats-Unis d’Amérique). Il s’inscrit dans la continuité du projet CESAR (Calendrier Électronique des Spectacles sous l’Ancien Régime et sous la Révolution), qui constitue l’un des premiers projets utilisant les nouvelles technologies pour publier les travaux menés par les chercheurs sur l’histoire des spectacles d’Ancien Régime. Dans le cadre du développement des humanités numériques, le projet RCF a pour objectif de permettre à tous un libre accès aux ressources et données de la Comédie-Française, institution culturelle majeure et symbole fort de la politique culturelle française. Ce programme de recherche s’adresse à des publics divers : chercheurs, étudiants, praticiens du théâtre, mais aussi amateurs curieux.
Le programme « Registres de la Comédie-Française » est entré depuis 2018 dans une nouvelle phase de production. La base de données des recettes a d’ores et déjà été complétée, ainsi que celle des feux. Il s’agit désormais de finaliser la base relative à la critique théâtrale et de réaliser la base de données des dépenses.

### Activités liées au Projet des Registres de la Comédie-Française
Le programme « Registres de la Comédie-Française » génère des projets connexes. En plus des publications scientifiques (cf. bibliographie), il donne lieu à des colloques, des séminaires et des spectacles.
L’Atelier-laboratoire « Comédie-Française 2.0. » est un atelier de recherche et de pratique numérique rattaché au master Théâtre de l’université Paris Nanterre, en partenariat avec l’université de Harvard ; il accueille également des étudiants de l'université Paris 8. Six éditions de l’Atelier-laboratoire ont déjà eu lieu. L’édition 2015-2016 a permis aux étudiants de réaliser la programmation fictive d'un festival d'une semaine. Des dossiers historiques et dramaturgiques ont été créés autour de soirées sélectionnées entre 1680 et 1793 à partir de critère de "succès" (critère qu’ils ont été invités à interroger). L’édition 2016-1017, « Bal tragique à Calais », rend compte de l’événement esthétique, social et politique que fut la création, en 1765, d’une pièce oubliée du Répertoire de la Comédie-Française, Le Siège de Calais de Pierre-Laurent de Belloy. L’édition 2017-2018 s’intéresse aux polémiques esthétiques et idéologiques que suscitèrent la création de Mahomet de Voltaire en 1742 ainsi que de la pièce patriotique Le Siège de Calais de Pierre-Laurent de Belloy, créée en 1765. L'édition 2018-2019 se consacre à la création d'un site internet de médiation autour du Charles IX de Marie-Joseph Chénier, créé en novembre 1789 à la Comédie-Française ; ce travail se prolonge dans la mise en scène contemporaine de la tragédie, représentée au théâtre Koltès de l'Université Paris Nanterre. En 2020, l'atelier-labo se divise en trois volets – humanités numériques, pratique théâtrale et exploration documentaire et artistique –, permettant ainsi aux étudiants de se familiariser avec le langage informatique, de mieux comprendre la fonction des miniatures d’acteurs grâce à la création d’une galerie de portraits grandeur nature, et de mener une expérimentation théâtrale autour de Plutus (1720) et Cartouche (1721) de Marc-Antoine Legrand. Enfin, l'édition 2021 porte sur le traitement théâtral des effets du système de spéculation inventé par John Law dans les années 1720. 
En partenariat avec la Comédie-Française, ont régulièrement lieu des Cycles des Journées particulières : il s’agit de se plonger dans ce que put être une soirée particulière à la Comédie-Française au XVIIIe siècle en proposant des lectures, mises en espaces et mises en contexte des pièces qui furent jouées ce soir-là. Par exemple, le 3 décembre 2016 ont été présentées les deux pièces jouées le 1er décembre 1775 : Le Philosophe marié ou le Mari honteux de l’être, comédie en cinq actes en vers de Destouches et Les Trois Frères rivaux comédie en un acte et en vers de Joseph de La Font. Ces cycles permettent d’interroger les pratiques de spectateurs d’autrefois et la manière dont la troupe du Français pensait le répertoire théâtral.

## Pour en savoir plus